# Ulrich Schneider (Politiker)

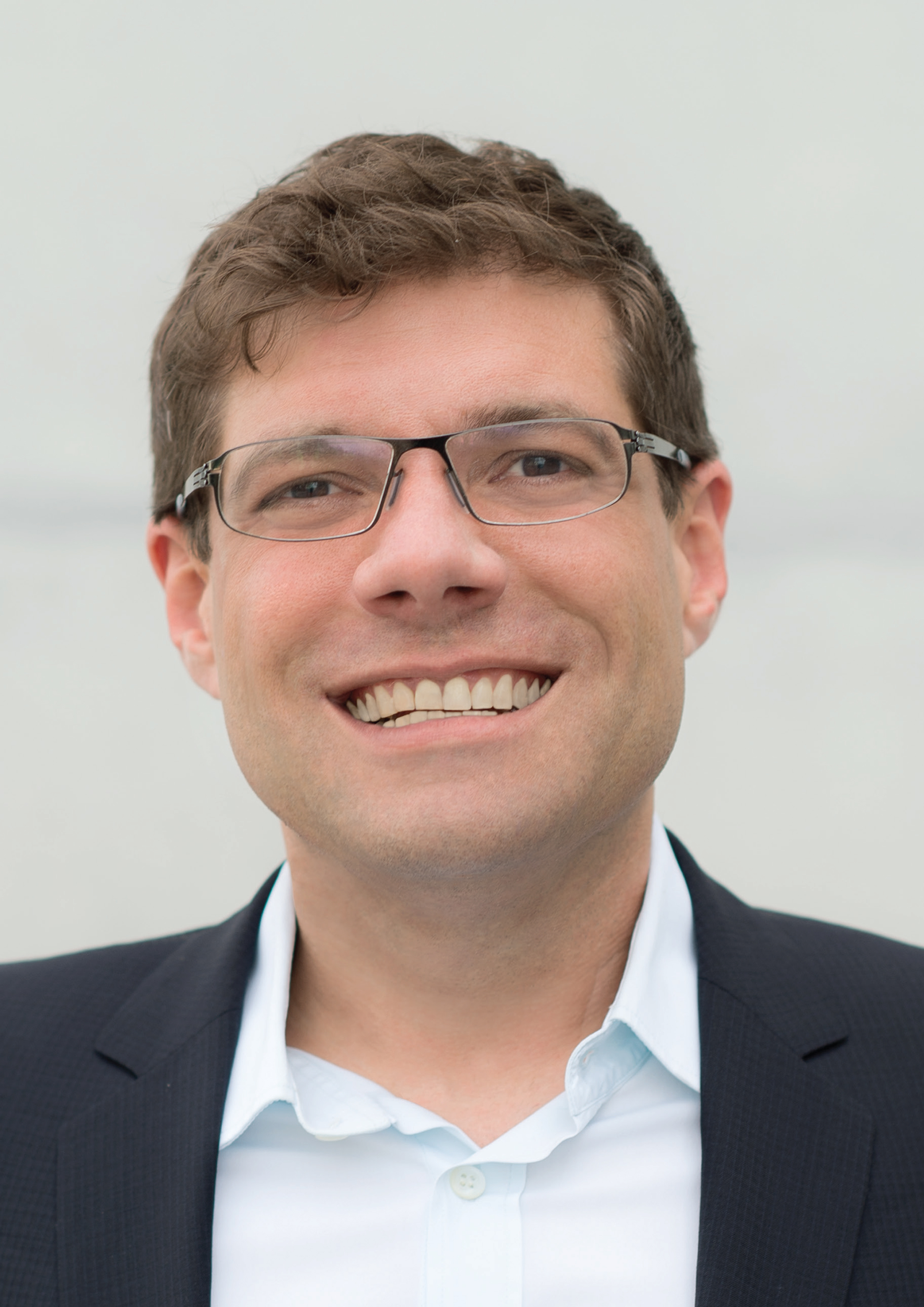
Ulrich Schneider, 2013

Ulrich Schneider (* 2. September 1972 in Sinsheim) ist ein deutscher Politiker (Bündnis 90/Die Grünen) und war vom 7. Dezember 2011 bis zum 22. Oktober 2013 Mitglied des Deutschen Bundestags.

## Leben
Schneider wurde in Sinsheim geboren und wuchs in Bonfeld, einem Stadtteil von Bad Rappenau, auf. Nach dem Abitur am Hohenstaufen-Gymnasium Bad Wimpfen 1992 leistete er seinen Zivildienst und studierte anschließend Volkswirtschaftslehre. Nach dem Studienabschluss als Diplom-Volkswirt im Jahr 1998 arbeitete er bei Hess Naturtextilien in Bad Homburg vor der Höhe im Marketing. Seit 2003 ist er selbständiger Eventmanager.
Bei den Evangelischen Kirchentagen 2007 und 2011 sowie beim Ökumenischen Kirchentag 2010 war er jeweils als Geschäftsführer tätig.
Von 2013 bis 2019 war Schneider als Geschäftsführer für die Organisation des Lutherjubiläums für die Evangelischen Kirchen in Deutschland beim Verein Reformationsjubiläum 2017 e. V. tätig.
Im Zuge des Reformationsjubiläums wurde das Kunstprojekt Luther 2017 vom Künstler Yadegar Asisis in die Stadt geholt, zuerst befristet auf fünf Jahre (2016–2021) wird es für weitere drei Jahre laufen. Hier ist Ulrich Schneider als Geschäftsführer bestellt.
Von 2018 bis September 2022 war Schneider Geschäftsführer der Stiftung Friedensdialog der Weltreligionen und Zivilgesellschaft.
Seit Februar 2023 ist Schneider Geschäftsführer von uni-assist e. V. in Berlin.

## Politische Karriere
Schneider ist seit 1998 Mitglied bei Bündnis 90/Die Grünen und seit 2000 Sprecher des Kreisvorstandes in Heilbronn. Von 2004 bis 2011 vertrat er die Grünen im Gemeinderat von Bad Rappenau. Er kandidierte 2005 und 2009 im Bundestagswahlkreis Heilbronn sowie 2009 und 2013 zusätzlich auf der Landesliste (Platz 18 und Platz 12) für den Bundestag.
Im Dezember 2011 zog er als Nachrücker für den Konstanzer Bundestagsabgeordneten Till Seiler in den Deutschen Bundestag ein.
Schneider war von Dezember 2011 bis zum Ende der 17. Wahlperiode (Oktober 2013) Sprecher für Jugendpolitik und bürgerschaftliches Engagement der Bundestagsfraktion Bündnis 90/Die Grünen. Er war Mitglied im Ausschuss für Familie, Senioren, Frauen und Jugend sowie im Unterausschuss für bürgerschaftliches Engagement.
Zur Bundestagswahl 2013 trat Schneider abermals im Wahlkreis Heilbronn sowie auf Platz 12 der grünen Landesliste in Baden-Württemberg an, verpasste jedoch den Wiedereinzug in den Bundestag.

## Auszeichnungen
2018 erhielt Schneider in Vertretung für den Verein Reformationsjubiläum 2017 den Sonderpreis des „Lucas-Cranach-Preises“ der Lutherstadt Wittenberg.